# Anarytropteris chirinda
Anarytropteris chirinda är en insektsart som beskrevs av Rentz, D.C.F. 1988. Anarytropteris chirinda ingår i släktet Anarytropteris och familjen vårtbitare. Inga underarter finns listade i Catalogue of Life.